# Llei de Swanson

La llei de Swanson, que afirma que els preus dels mòduls solars han baixat al voltant d'un 20% per cada duplicació de la capacitat instal·lada, defineix la taxa d'aprenentatge de la fotovoltaica solar

La llei de Swanson és l'observació que el preu dels mòduls solars fotovoltaics tendeix a baixar un 20 per cent per cada duplicació del volum acumulat enviat. A les taxes actuals, els costos es redueixen un 75% aproximadament cada 10 anys.

## Origen
Porta el nom de Richard Swanson, el fundador de SunPower Corporation, un fabricant de panells solars. El terme llei de Swanson sembla haver-se originat amb un article a The Economist publicat a finals de 2012. Swanson portava diversos anys presentant aquestes corbes a conferències tècniques.
La llei de Swanson s'ha comparat amb la llei de Moore, que prediu la creixent potència de càlcul dels processadors. La Llei de Swanson és una aplicació específica de la indústria solar de la Llei de Wright més general que estableix que hi haurà una reducció de costos fixa per cada duplicació del volum de fabricació.

## Antecedents tècnics
El mètode utilitzat per Swanson es coneix més comunament com a corba d'aprenentatge o anàlisi més precisa de la corba d'experiència. Va ser desenvolupat i aplicat per primera vegada a la indústria aeronàutica l'any 1936 per Theodore Paul Wright. Hi ha informes que es va aplicar per primera vegada a la indústria fotovoltaica l'any 1975 i es va fer un ús més ampli a principis dels anys noranta.
Els preus de les cèl·lules fotovoltaiques de silici cristal·lí han caigut de 76,67 dòlars per watt el 1977 a 0,36 dòlars per watt el 2014. El dibuix del preu del mòdul (en $/Wp) en funció del temps mostra una caiguda del 10% anual.